# 千ちゃんの幸せラジオドーム
千ちゃんの幸せラジオドーム（せんちゃんのしあわせラジオドーム）は、STVラジオで放送されていたラジオ番組である。2006年10月2日から2010年4月1日まで3年半放送された。

## 放送時間
- 月曜日～金曜日:18:00～20:00（2009年10月～）

### 過去の放送時間
- 月曜日:18:00～20:30（ナイターイン・ナイターオフ、2006年～2008年度）
- 火曜日～金曜日:18:00～20:30（ナイターオフ、2006年・2007年度）
- 火曜日～金曜日:18:00～21:00（ナイターオフ、2008年度）
- 月曜日～金曜日:23:00～0:00（ナイターイン、2009年度）

## 番組概要
- 毎回、千秋アナがオープニングに「ピンポン」と言う。
- 原則としてナイターインは毎週月曜日のみ、ナイターオフは毎週月曜日から金曜日に放送。但し、2009年度ナイターインは毎週月曜日から金曜日23時台の放送となった。2009年度より千秋幸雄の単独進行となった。
- 2010年10月からは『News&Sportsチャート なまらん』が18時、19時台の番組となったが2011年には『千ちゃん・もなみのぞっこん! SPORTS&MUSIC』として千秋幸雄が再登板している。

## 出演者
- パーソナリティ

千秋幸雄（STVアナウンサー）
- 「スポーツラッキーセブン」担当

安田優子（月曜）

### 過去の出演者
- 高山幸代（STVアナウンサー、2006年10月～2007年9月までパーソナリティ）
- 奈良愛美（2007年10月～2009年3月までパーソナリティ）
- 中継リポーター　三木美香子

## タイムテーブル
- 18:00 オープニング
- 18:10 ニュースフラッシュ
- 18:15 道路交通情報
- 18:20 リクエストタイム
- 18:30 クイズ!幸福選手権
- 18:40 ハッピー･ハンター（金）マナミーの幸せシネマ
- 18:50 今日のこれまでのニュース
- 19:00 スポーツラッキーセブン
- 19:20 千ちゃんの新聞読み斬り五面
- 19:30 日替わりコーナー「幸せの器」
- 19:40 天気情報
- 19:45 交通情報
- 18:50 今日のこれまでのニュース
- 20:00 リクエスト通り幸せ８丁目
- 20:27 エンディング

### 2008年ナイターオフ
- 18:00～20:00までは同様
- 20:00 （月～水）懐かしのミュージックボックス （木）リクエストタイム・裁判員制度 （金）幸せシネマ・笠原紀久恵の学級物語
- 20:20 天気情報
- 20:25 道路交通情報
- 20:30 リクエスト通り幸せ８丁目
- 20:57 エンディング